# Émilie d'Oultremont
Émilie d'Oultremont, S.M.R., řeholním jménem Marie od Ježíše (11. října 1818, Soumagne – 22. února 1878, Florencie) byla belgická římskokatolická řeholnice, zakladatelka a členka kongregace Sester Marie Réparatrice. Katolická církev ji uctívá jako blahoslavenou.

## Život

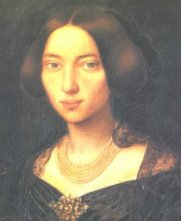
Portrét

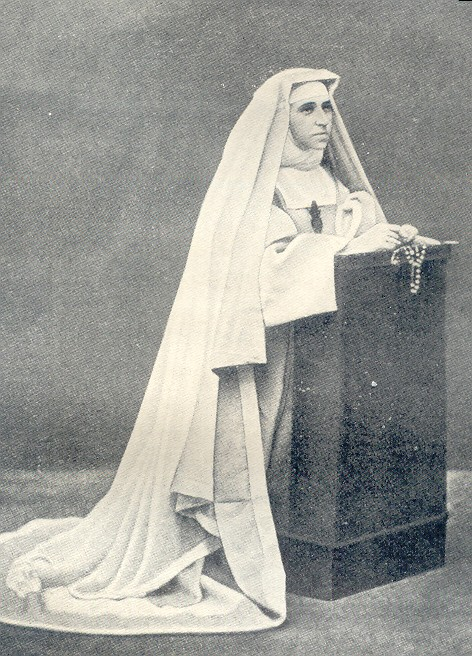
Fotografie

Narodila se dne 11. října 1818 na hradě Wégimont v Ayeneuxu v obci Soumagne hraběti Émilu d'Oultremontovi (21. července 1787 – 4. srpna 1851) a Marii-Charlottě de Lierneux de Presles (28. července 1785 – 14. září 1850) jako členka šlechtického rodu d'Oultremont, který vládl v kraji d'Oult. Její otec pomohl vyjednat nezávislost Belgie na Nizozemském království v roce 1830. Její dva bratři byli Charles a Théodore. Její otec později sloužil jako belgický velvyslanec v Papežském státě a často ho doprovázela na jeho četných návštěvách po Evropě.
V dětství ji upoutal život a dílo sv. Ignáce z Loyoly, ke kterému si vypěstovala velkou úctu. Měla také silnou oddanost eucharistii a Nejsvětějšímu Srdci Ježíše Krista. V roce 1833 se s rodiči odstěhovala do Říma kvůli diplomatické práci otce. Znovu v Římě žila v letech 1839 až 1846, přičemž se každé léto vracela do Belgie.
Poté, co dosáhla věku osmnácti let, začali pro ni její rodiče přes její váhání domlouvat sňatek, čemuž později ustoupila. Dne 19. října 1837 se provdala za Victora van der Lindena d'Hooghvorst (1813 – 10. srpna 1847) se kterým měla čtyři děti, dva chlapce a dvě dívky. Její manžel zemřel na malárii dne 10. srpna 1847. Dětmi, které spolu měli byly:
- Adrien (1838–1875)

- Edmond (1840–1890)

- Olympe (1843 – 14. prosince 1872)

- Marguerite (1845 – 23. ledna 1867)[4][2]

Dne 8. prosince 1854 měla v den, kdy papež bl. Pius IX. vyhlásil dogma o Neposkvrněném početí, jak později popsala, při soukromé modlitbě v kapli v Bauffe vidění Panny Marie. S pocitem, že je povolána k zasvěcenému životu, se roku 1854 přestěhovala do Paříže a následující rok zde ve svém domě založila malou řeholní komunitu. Spolu se svými společnicemi se poté věnovala vedení ženských duchovních cvičení, inspirovaných spisy sv. Ignáce z Loyoly, a adoracím Nejsvětější svátosti. Z její řeholní komunity vznikla jí založená ženská řeholní kongregace Sester Marie Réparatrice. V roce 1857 zřídila řeholní dům ve Štrasburku a dne 2. května 1858 složila se svými společnicemi řeholní sliby.
Její dvě dcery, které později zemřely na tuberkulózu, se připojily k její kongregaci, zatímco její dva synové se oženili. V roce 1859 byla požádána, aby rozšířila svou kongregaci do Indie, kam záhy poslala skupinu řeholních sester, aby tam utvořily komunitu. Roku 1862 zřídila další pobočku své kongregace v Anglii a roku 1866 na Mauriciu. Roku 1866 dohlížela na přesun mateřského domu jí založené kongregace ze Štrasburku do Říma.
Zemřela dne 22. února 1878 ve Florencii v domě svého syna Adriena. Její ostatky jsou uchovávány v kostele Santa Croce e San Bonaventura dei Lucchesi v Římě.

## Úcta
Její beatifikační proces započal dne 2. července 1941, čímž obdržela titul služebnice Boží. Dne 23. prosince 1993 ji papež sv. Jan Pavel II. podepsáním dekretu o jejích hrdinských ctnostech prohlásil za ctihodnou. Dne 17. prosince 1996 byl uznán zázrak na její přímluvu, potřebný pro její blahořečení.
Blahořečena pak byla dne 12. října 1997 na Svatopetrském náměstí papežem sv. Janem Pavlem II.
Její památka je připomínána 22. února. Bývá zobrazována v řeholním oděvu. Je patronkou jí založené kongregace.